# Journée du savoir
La Journée nationale du savoir est un événement annuel tunisien durant lequel le président de la République distribue les distinctions et prix offerts par le gouvernement aux meilleurs élèves du système éducatif. Les lauréats sont sélectionnés par les ministères de l'Éducation et de l'Enseignement supérieur.
La première occurrence de cet événement date de 1971, sous la présidence de Habib Bourguiba.
Le parti Ennahdha célèbre chaque année la Journée du savoir dans les différents gouvernorats, ainsi dans son bureau en France.

## Lieu
La cérémonie se déroule habituellement au palais de Carthage. Néanmoins, en 2011, en raison de la révolution, elle se déroule au Collège Sadiki dans lequel des générations de personnalités ont terminé leurs études sous le protectorat français.

## Prix
En 2005, les prix remis sont notamment :
- le Prix de la Journée du savoir pour les lauréats du concours d'entrée aux collèges pilotes ;
- le Prix du président de la République pour les lauréats du diplôme de fin d'études de l'enseignement de base ;
- le Prix du président de la République pour les lauréats du baccalauréat ;
- le Prix du président de la République pour les lauréats de l'enseignement supérieur ;
- le Prix du président de la République pour les chercheurs scientifiques ;
- le Prix du président de la République pour les professeurs universitaires ;
- le Prix du président de la République pour les cultivés.